# Рудий Андрій Ярославович
Андрі́й Яросла́вович Руди́й (6 грудня 1996 — 25 вересня 2022) — український військовослужбовець, молодший сержант Збройних сил України, учасник російсько-української війни, відзначився у ході російського вторгнення в Україну.

## Життєпис
Андрій Рудий народився 6 грудня 1996 року в селі Мар'янівці, нині Великоберезовицької громади Тернопільського району Тернопільської области України.
Навчався в Мар'янівській та Настасівській загальноосвітніх школах. Закінчив Чернівецький національний університет імені Юрія Федьковича.
Після проходження строкової служби підписав контракт зі Збройними силами України. Від 2017 року воював у зоні АТО/ООС.
Молодший сержант, командир взводу протитанкових керованих ракет бригадно-артилерійської групи 80-ї окремої десантно-штурмової бригади (в/ч А0284). У ході повномасштабного російського вторгнення знищив зі «Стугни» 8 танків окупантів. Загинув 25 вересня 2022 року на Харківщині.
Залишились мати Олександра, батько Ярослав, брат Святослав і сестра Олена.

## Нагороди
- Орден «За мужність» II ступеня (23 грудня 2022, посмертно) — за особисту мужність і самовідданість, виявлені у захисті державного суверенітету та територіальної цілісності України, вірність військовій присязі [4].
- Орден «За мужність» III ступеня (4 квітня 2022) — за особисту мужність і самовіддані дії, виявлені у захисті державного суверенітету та територіальної цілісності України, вірність військовій присязі[5].

## Вшанування пам'яті
У травні 2024 у селі Мар'янівка на фасаді школи, де навчався Андрій Рудий, відкрито меморіальну дошку.